# Alfonso Miola
Alfonso Miola (1844 - 1934), hispanista y bibliógrafo italiano.
Fue profesor de la Universidad de Nápoles y bibliotecario en la Biblioteca Nacional de Nápoles, donde encontró en 1886 una extensa refundición teatral del Diálogo entre el amor, el viejo y la hermosa del escritor toledano del siglo XV Rodrigo de Cota que publicó ese mismo año. La refundición es superior a la obra original, pero se desconoce quién fue su autor; el manuscrito es una copia de mano italiana del siglo XVI Realizó el Catálogo de manuscritos de la Biblioteca Brancacciana (1899) y sostuvo correspondencia con Marcelino Menéndez Pelayo. Otras obras: Notizie di manoscritti neolatini della Biblioteca Nazionale di Napoli (1895).